# Winsor McCay
Winsor Zenic McCay (26 tháng 9 năm 1869 – 26 tháng 7 năm 1934) là một nhà báo và họa sĩ người Mỹ, nổi tiếng vì chuỗi truyện hoạt hình Little Nemo (bắt đầu đăng từ 1905) và phim hoạt hình Gertie the Dinosaur (1914). Vì lý do pháp lý, ông sáng tác với bút danh Silas trong truyện tranh Dream of the Rarebit Fiend.